# 대한불교진각종유지재단
대한불교진각종유지재단은 포교활동과 탁아사업의 지원 및 본 법인 또는 대한불교진각종 산하단체에서 매수, 취득 또는 건설 조성한 토지․건물을 소유, 관리하기 위하여 1954년 1월 27일 설립된 문화체육관광부 소관의 재단법인이다. 사무실은 서울특별시 성북구 하월곡동 22에 있다.

## 주요 사업
- 전당의 신설 및 유지관리에 관한 사항
- 유치원, 어린이집 등 교육 및 복지사업에 관한 사항
- 포교활동의 지원
- 기타 법인의 목적달성에 필요한 사업